# 9342 Carygrant
9342 Carygrant (1991 PJ7) là một tiểu hành tinh vành đai chính được phát hiện ngày 6 tháng 8 năm 1991 bởi E. W. Elst ở Đài thiên văn Nam Âu. Nó được đặt theo tên actor Cary Grant.